# Chiki Chiki Boys
Chiki Chiki Boys (チキチキボーイズ Chiki Chiki Bōizu?) är ett TV-spel utvecklat av Capcom till bl.a. Sega Mega Drive, ursprungligen släppt 1990.
Chiki Chiki Boys handlar om ett tvillingpar som försöker återställa freden i sitt hemland efter att ett monster orsakat förödelse och kaos. För att lyckas med detta måste spelaren hitta en mytomspunnen sten kallad "Dragon Blue Eyes".
Man kan vara både en och två spelare i Chiki Chiki Boys. I enspelar-läget väljer man en av de två karaktärerna, där den ena tvillingen är mer specialiserad på att slåss med svärdet, medan brodern är bättre lämpad när det kommer till användandet av magi. (Dock kan båda två använda både svärd och magi.) I flerspelar-läget samarbetar man med båda tvillingarna tillsammans.
Förutom att springa och hoppa kan tvillingarna också klättra på väggar och där komma åt nya platser. Skattkistor finns utspridda på olika ställen i spelet som kan innehålla både mynt, piller som återställer hälsa och förbättrade vapen.